# Parafia św. Floriana w Łagowie Kozienickim
Parafia św. Floriana w Łagowie Kozienickim – jedna z 11 parafii dekanatu zwoleńskiego diecezji radomskiej.

## Historia

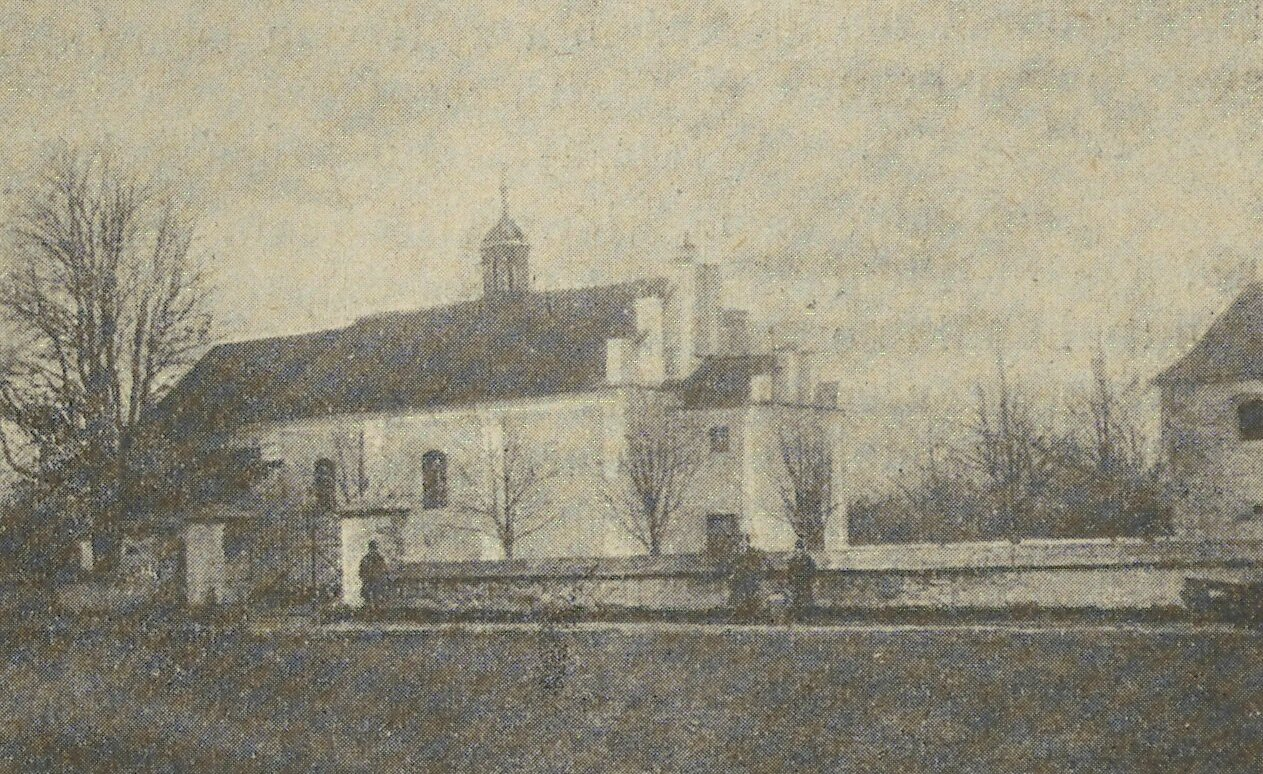
Kościół przed 1913

Łagów Kozieniecki należał do klucza janowieckiego i był własnością Firlejów, Tarłów, Lubomirskich, Piaskowskich, a od 1800 Odrowąż-Pieniążków. Kościół pw. św. Floriana, fundacji Floriana Odrowąż-Pieniążka i jego żony Teofili, wzniesiono w latach 1862–1863. Świątynia została poświęcona 5 lipca 1863 przez ks. Seweryna Moczydłowskiego, proboszcza Janowca. W latach 1867–1868 kościół został rozbudowany staraniem ks. Jana Rocha Szamika. Konsekracji świątyni dokonał w 1869 bp Józef Michał Juszyński. W roku 1895 uzyskał prawa kościoła filialnego Janowca. Parafia erygowana została 24 listopada 1919 przez bp. Mariana Ryxa. Kościół był restaurowany w latach 1966–1986. Stanowi obiekt jednonawowy, halowy, wybudowany z cegły. Znajduje się w nim obraz Matki Bożej Nieustającej Pomocy, poświęcony przez Leona XIII, sprowadzony z Rzymu i uroczyście wprowadzony do kościoła w 1897. Został sprowadzony w dowód wdzięczności za cudowne uzdrowienie w 1892 Stanisławy Odrowąż-Pieniążek, córki dziedziców. Cieszy się szczególną czcią wiernych.

## Zasięg parafii
Do parafii należą wierni z miejscowości: Florianów, Kolonia Chechelska, Łagów, Łaguszów, Mszadla Dolna, Mszadla Stara, Pająków, Polesie Duże, Polesie Małe, Wólka Łagowska, Wólka Zamojska, Załazy, Zamość Nowy, Zamość Stary.

## Proboszczowie
- ks. Adam Powęska (1937–1957)
- ks. Jan Ułanowicz (1957–1965)
- ks. Kazimierz Kasprzyk (1965–1971)
- ks. Leopold Łabęcki (1971–1994)
- ks. Kazimierz Tynkowski (1994–2018)
- ks. kan. Krzysztof Jężak (2018–2025)
- ks. Andrzej Grzegorski (administrator od 2025)